# 江戸川病院

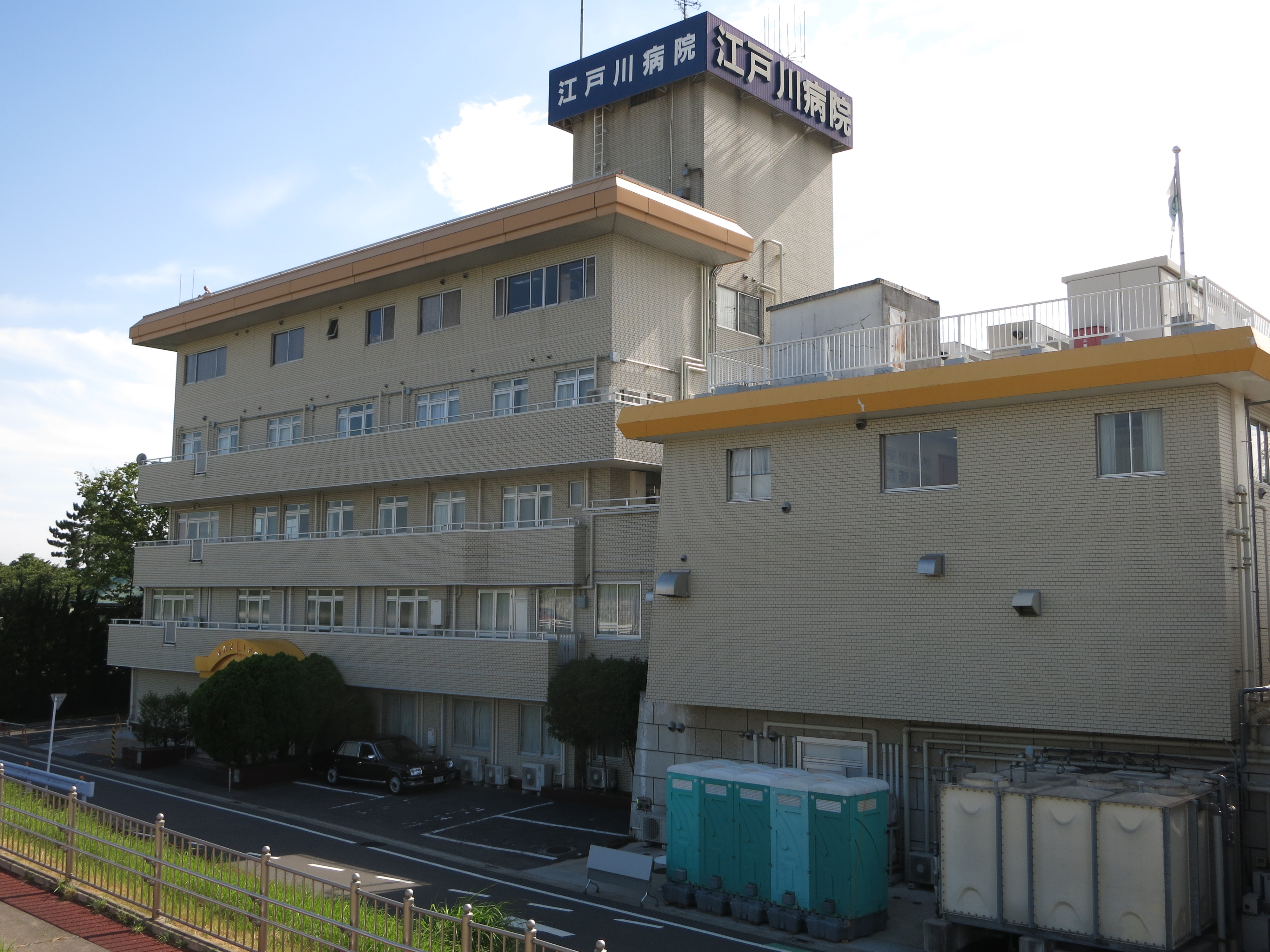
川岸から見た病院外観

社会福祉法人 仁生社江戸川病院（しゃかいふくしほうじん じんせいしゃえどがわびょういん）は、東京都江戸川区東小岩にある病院である。2009年2月27日に東京都災害拠点病院に指定され、同年10月30日に地域医療支援病院の承認を受けた。
近隣地には外来診療機能を有するメディカルプラザ江戸川がある。そのほか、葛飾区西水元四丁目に療養型の分院、江戸川病院高砂分院を併設する。

## 診療科
診療科
- 内科
- 糖尿病・代謝・腎臓内科
- 循環器内科
- 消化器内科
- 神経内科
- 腫瘍血液内科
- 呼吸器内科
- 膠原病内科
- 外科
- 整形外科
- 乳腺外科
- 心臓血管外科
- 呼吸器外科
- 形成外科
- 血管外科
- 脳神経外科
- 耳鼻咽喉科
- スポーツ医学科
- リハビリテーション科
- 泌尿器科
- 放射線科
- 放射線治療科
- 眼科
- 麻酔科
- 病理検査科

特化セクション
- 人工関節センター
- 内視鏡センター
- 腎移植・透析統括センター
- 外来化学療法センター
- 救急センター
- 下肢静脈瘤センター
- 糖尿病センター
- リハビリセンター
- 東京江戸川がんセンター
- ハートセンター
- 生活習慣病CKDセンター
- 東京がん免疫治療センター

## 医療機関の指定等
- 保険医療機関
- 労災保険指定医療機関
- 指定自立支援医療機関（更生医療・精神通院医療）
- 身体障害者福祉法指定医の配置されている医療機関
- 生活保護法指定医療機関
- 医療保護施設
- 原子爆弾被害者一般疾病医療取扱医療機関
- 公害医療機関
- 地域医療支援病院
- 災害拠点病院
- 臨床研修指定病院
- DPC対象病院
- 無料低額診療事業実施医療機関
- 自家培養軟骨使用認定施設

## 交通アクセス
- JR総武線小岩駅南口より徒歩16分。
- 京成本線江戸川駅より徒歩14分。
- 小岩駅南口バス2番乗り場より京成バス小72系統で江戸川病院下車。

## 江戸川病院高砂分院

### 診療科
- 一般内科
- 循環器科
- 糖尿病科
- 整形外科
- 泌尿器科
- リハビリテーション科
- 消化器科

### 医療機関の指定等
- 保険医療機関
- 労災保険指定医療機関
- 身体障害者福祉法指定医の配置されている医療機関
- 生活保護法指定医療機関
- 公害医療機関

### 交通アクセス
- JR東日本金町駅より京成バス金62系統大場川水門行で終点下車、徒歩3分。西水元三丁目行で終点下車、徒歩10分。

## メディカルプラザ江戸川
江戸川病院の外来部門を分離して設置された。これによって空いた江戸川病院の外来スペースは代わって特化セクションのセンターが入ることとなる。

### 診療科
- 内科
- 循環器内科
- 糖尿病・代謝・腎臓内科
- 腫瘍血液内科
- 神経内科
- 呼吸器内科
- 膠原病内科
- 消化器内科
- 外科
- 心臓血管外科
- 脳神経外科
- 整形外科
- スポーツ医学
- 泌尿器科
- 泌尿器科
- 乳腺外科
- 形成外科
- 眼科
- ペインクリニック
- 皮膚科
- 呼吸器外科
- 耳鼻咽喉科

### 交通アクセス
江戸川病院に同じ。

## その他の関連施設
- 江戸川メディケア病院総合健診センターマックスライフ（江戸川区東小岩2-24-18）
- 江戸川病院訪問看護ステーションマックスライフ（江戸川区東小岩3-6-5）